# Kwon Hyun-bin
Kwon Hyun-bin (hangul= 권현빈, hanja= 權炫鑌, RR= Gwon hyeon-bin) mejor conocido artísticamente como VIINI (hangul= 비니), es un cantante, actor, modelo y compositor surcoreano. Fue miembro del grupo proyecto JBJ.

## Biografía
Kwon nació en Seúl, Corea del Sur y residió brevemente en Tokio, Japón donde estudió y se unió al equipo de béisbol en la Escuela Internacional Aoba-Japan (Aoba Japan International School). A su regreso a Corea del Sur, estudió en la escuela secundaria Jungkyung (Jungkyung High School) y entrenó como atleta especializado en esgrima.
Es buen amigo del actor Yoo Seung-ho, así como de los cantantes Jin (de BTS), Seo Eun-kwang (de BtoB), Yoo Young-jae (de B.A.P), Ken (de VIXX) y Park Ji-hoon quienes tienen un grupo llamado "We’re The Strongest Idols".

## Carrera
Es miembro de las agencias YG Entertainment (actuación), YGKPlus (modelaje) y YGX (música).

### Música
El 18 de octubre de 2017 debutó con el grupo JBJ (제이 비제이), donde formó parte junto a Roh Tae-hyun, Kenta Takada, Kim Sang-gyun, Jin Longguo y Kim Dong-han, hasta que el grupo se disolvió el 20 de abril de 2018. Durante este tiempo el grupo fue manejado por la agencia Fave Entertainment, mientras que CJ E&M supervisó la producción del lanzamiento del grupo.
El 31 de mayo de 2019, la agencia YGX anunció que Kwon Hyun-bin debutaría como solista ese mismo verano.

### Televisión y cine
El 7 de abril de 2017 se unió al programa de supervivencia Produce 101 Season 2, sin embargo fue eliminado durante la tercera ronda eliminatoria quedando en el puesto 22.
En abril de 2020 se unió al elenco recurrente de la serie web The World of My 17 donde dio vida a Jung Woo-kyung, un atractivo estudiante y el interés romántico de Seo Mi-rae (Han Chae-kyung), hasta el final de la serie el 29 de mayo del mismo año.
El 24 de marzo de 2021 apareció como parte del elenco principal de la película Romantic Hacker donde interpretó a Park Jae-min, un estudiante universitario y genio hacker.
El 30 de marzo del mismo año se unió al elenco principal de la serie web Summer Guys donde dio vida a Park Kwang-bok, un joven que trabaja en una antigua coctelería en la playa, hasta el 28 de abril del mismo año.
En septiembre del mismo año se unirá al elenco recurrente de la serie The Red Sleeve Cuff donde interpretará a Jeong Baek-ik, el hijo adoptivo de la Princesa Hwawan (Seo Hyo-rim), un joven obediente a su madre con complejo de inferioridad y gran ambición por el poder.

## Filmografía

### Series de televisión
| Año         | Título                                             | Personaje     | Notas         |
| ----------- | -------------------------------------------------- | ------------- | ------------- |
| TBA         | 4 Minutes 44 Seconds                               | -             | [ 17 ]        |
| 2021 - 2022 | The Red Sleeve Cuff                                | Jeong Baek-ik |               |
| 2017        | Borg Mom                                           | Hyung-si      | [ 18 ] [ 19 ] |
| 2023        | Pandora: Beneath The Pandora: Beneath the Paradise | Cha Pil-seung |               |

### Series web
| Año         | Título                                         | Personaje        | Notas        |
| ----------- | ---------------------------------------------- | ---------------- | ------------ |
| 2021 - 2022 | The World of My 17 Season 2 (A Girl’s World 2) | Jung Woo-kyung   |              |
| 2021        | Summer Guys                                    | Park Kwang-bok   | 10 episodios |
| 2020        | Café Kilimanjaro                               | San-ha           | 10 episodios |
| 2020        | Hanging On (Don’t Let Go of Your Mind)         | Ki Young-sang-do | 10 episodios |
| 2020        | The World of My 17 (A Girl’s World)            | Jung Woo-kyung   | [ 22 ]       |
| 2017        | Temporary Idol (Part-Time Idol)                | Kwon Hyun-bin    | 5 episodios  |

### Películas
| Año  | Título          | Personaje    | Notas                                                             |
| ---- | --------------- | ------------ | ----------------------------------------------------------------- |
| 2021 | Romantic Hacker | Park Jae-min | junto a Lim Na-young, Lee Soo-woong, Cho Hyun-young y Joo Suk-tae |

### Programas de variedades
| Año              | Programa                                        | Notas                                          |
| ---------------- | ----------------------------------------------- | ---------------------------------------------- |
| 2020             | Cash Back (캐시백)                              | (ep. #1-2) - miembro                           |
| 2020             | Door-to-Door Salesman                           | 11 episodios - miembro                         |
| 2019, 2020       | TMI News                                        | (ep. #14, 47, 49, 52) - invitado               |
| 2018, 2019, 2020 | Idol Radio                                      | (ep. #336, 520 + piloto) - invitado            |
| 2019             | King of Mask Singer                             | (ep. #219) - concursó como "My Father-in-law"  |
| 2019             | Kwon Hyun-bin Begins                            | (serie documental)                             |
| 2019             | Try It                                          | (ep. #3-6, 9-10) - miembro                     |
| 2018             | Realistic Men and Women Season 2                | [ 30 ]                                         |
| 2018             | Dunia: Into a New World Season 1                | 15 episodios - miembro                         |
| 2018             | Live a Nice Life (Let’s Live Kindly)            | 8 episodios - miembro                          |
| 2018             | After School Club                               | (ep. #301) - invitado - junto a JBJ            |
| 2017             | Travel Report                                   | miembro                                        |
| 2017             | Radio Star                                      | (ep. #549) - invitado                          |
| 2017             | 101 Special Private Life (Heyo Tv Private Life) | (también conocida como "Special Private Life") |
| 2017             | Get It Beauty 2017                              | [ 37 ]                                         |
| 2017             | Produce 101 Season 2                            | concursante                                    |

### Eventos
| Año  | Título         | Notas        |
| ---- | -------------- | ------------ |
| 2019 | Game Dolympics | participante |

### Reality shows
| Año         | Título             | Notas                                |
| ----------- | ------------------ | ------------------------------------ |
| 2017 - 2018 | JBJ All the time!  | 21 episodios - miembro - junto a JBJ |
| 2017        | Just Be Joyful JBJ | 6 episodios - miembro - junto a JBJ  |

### Aparición en videos musicales
| Año  | Intérpretes | Canción                          | Notas         |
| ---- | ----------- | -------------------------------- | ------------- |
| 2017 | S.I.S       | "I've Got A Feeling" (느낌이 와) | [ 41 ] [ 42 ] |

### Endorsos / anuncios
| Año  | Título                  | Notas |
| ---- | ----------------------- | ----- |
| 2017 | LiliByRed               |       |
| -    | Maps                    |       |
| -    | Go OutKorea             |       |
| -    | Day and Condensed Korea |       |
| -    | College Tomorrow        |       |
| -    | Atsuti                  |       |

### Revistas / sesiones fotográficas
| Año  | Título          | Notas                 |
| ---- | --------------- | --------------------- |
| 2018 | @star1 Magazine | [ 43 ]                |
| 2015 | GQ Korea        | (publicación de mayo) |
| -    | Ceci Korea      |                       |
| -    | Grazia Korea    |                       |
| -    | W Korea         |                       |

## Discografía

### OST
| Año  | Intérprete(s)                                                       | Canción                                | Álbum                            | Notas |
| ---- | ------------------------------------------------------------------- | -------------------------------------- | -------------------------------- | ----- |
| 2021 | True Beauty X VIINI                                                 | "Letter"                               | OST de "True Beauty Webtoon"     |       |
| 2021 | Moon Jong-up ft. Kwon Hyun-bin (VIINI)                              | "Venus"                                | OST Pt.9 de "Mr. Queen"          |       |
| 2020 | Kwon Hyun-bin (VIINI)                                               | "Leopard"                              | OST de "Café Kilimanjaro"        |       |
| 2020 | Kwon Hyun-bin (VIINI)                                               | "Sunrise"                              | OST de "Café Kilimanjaro"        |       |
| 2020 | VIINI, Park Chan-kyu, Choi Si-hun & Baek Jin                        | "Stick With You"                       | OST de "Café Kilimanjaro"        |       |
| 2020 | Kwon Hyun-bin (VIINI)                                               | "Friends" (너의 편)                    | OST Pt.4 de "The World of My 17" |       |
| 2019 | Kwon Hyun-bin (VIINI)                                               | "You Know I Love You" (알면서 또 그래) | OST Pt.3 de "Yeonnom"            |       |
| 2017 | VIINI, Hwang Seung-eon, Lee Su-hyun, Kim Hee-jung y Kwon Young-deuk | "Ice Cafe"                             | OST de "Temporary Idol"          |       |
| 2017 | VIINI, Hwang Seung-eon, Lee Su-hyun, Kim Hee-jung y Kwon Young-deuk | "Red Carpet"                           | OST de "Temporary Idol"          |       |

### Singles
| Año  | Intérprete(s)                        | Canción                       | Álbum              | Notas  |
| ---- | ------------------------------------ | ----------------------------- | ------------------ | ------ |
| 2020 | Kwon Hyun-bin ft. Lee Su-hyun & Bloo | "Love the Moon" (달을 사랑해) | "Moon & Butterfly" | [ 44 ] |
| 2019 | Kwon Hyun-bin                        | "Genie" (도깨비방망이)        | "Dimension"        | [ 45 ] |

### Extended plays
| Título    | Detalles | Máxima posición                      | Ventas         |
| Título    | Detalles | Gaon Chart (Gaon Album Weekly Chart) | Ventas         |
| --------- | --- | ------------------------------------ | -------------- |
| Dimension | - Fecha de lanzamiento: 29 de agosto de 2019 - Label: YGX Entertainment (YGX) - Formatos: CD, descarga digital | 7                                    | - Corea: 7,254 |

### Créditos de producción
Todos los créditos de las canciones se adaptan de la base de datos de la Asociación de derechos de autor de la música de Corea.
| Año  | Artista | Canción                       | Álbum            | Letra | Música |
| ---- | ------- | ----------------------------- | ---------------- | ----- | ------ |
| 2020 | Viini   | "Love the Moon" (달을 사랑해) | Moon & Butterfly | Sí    | Sí     |
| 2020 | Viini   | "Butterfly"                   | Moon & Butterfly | Sí    | Sí     |
| 2019 | Viini   | "Bittersweet" (짠해)          | Dimension        | Sí    | Sí     |
| 2019 | Viini   | "Genie" (도깨비방망이)        | Dimension        | Sí    | Sí     |
| 2019 | Viini   | "Bad" (나쁜말)                | Dimension        | Sí    | Sí     |
| 2019 | Viini   | "Affection" (애틋해)          | Dimension        | Sí    | Sí     |

### JBJ

#### Créditos de producción
Todos los créditos de las canciones se adaptan de la base de datos de la Asociación de derechos de autor de la música de Corea (KOMCA):
| Año  | Artista | Canción                       | Álbum       | Letra | Música |
| ---- | ------- | ----------------------------- | ----------- | ----- | ------ |
| 2018 | JBJ     | "True Colors"                 | True Colors | Sí    | No     |
| 2018 | JBJ     | "On My Mind" (어질어질)       | True Colors | Sí    | No     |
| 2018 | JBJ     | "My Flower" (꽃이야)          | True Colors | Sí    | No     |
| 2018 | JBJ     | "Moonlight"                   | True Colors | Sí    | No     |
| 2018 | JBJ     | "Wonderful Day"               | True Colors | Sí    | No     |
| 2018 | JBJ     | "Everyday" (매일)             | True Colors | Sí    | No     |
| 2018 | JBJ     | "Everyday" (매일) (Love Ver.) | True Colors | Sí    | No     |
| 2017 | JBJ     | "Fantasy" (맞지?)             | Fantasy     | Sí    | No     |

## Reunión con fans
| Fecha                    | Título              | Ciudad  | Lugar              | Notas  |
| ------------------------ | ------------------- | ------- | ------------------ | ------ |
| 22 de septiembre de 2018 | One Step Closer     | Bangkok | Thunder Dome       | [ 47 ] |
| 17 de agosto de 2018     | 1st Solo Fanmeeting | Tokio   | Setagaya Town Hall |        |
| 21 de julio de 2017      | Clear:Day           | Seúl    | -                  | [ 48 ] |

## Premios y nominaciones
| Año  | Categoría                | Premios              | Trabajo | Resultado |
| ---- | ------------------------ | -------------------- | ------- | --------- |
| 2017 | Account With Most Growth | 2017 Instagram Award | -       | Ganó      |